# David Dal Maso
Pour les articles homonymes, voir Maso.
Pas d'image ? Cliquez ici

a Compétitions nationales et continentales officielles uniquement.

b Matchs officiels uniquement.
Dernière mise à jour le 8 mai 2012.
David Dal Maso, né le 14 août 1980 à Legnago dans la province de Vérone, est un joueur italien de rugby à XV évoluant au poste de troisième ligne aile.

## Biographie
David Dal Maso commence le rugby à Badia Polesine pour rejoindre après le Rugby Rovigo avec lequel il remporte le championnat national junior avant de faire rapidement ses débuts au niveau senior en série A. Il honore sa première cape internationale le 8 juillet 2000 avec l'équipe d'Italie pour une défaite 43-24 contre les Samoa en tant que remplaçant entré en cours de jeu. En 2004, il quitte Rovigo pour le Benetton Rugby Trévise. Avec le Trévise il gagne le Championnat d'Italie 2005-2006, puis il quitte le club pour rejoindre Calvisano. Avec le club de la Lombardie il gagne aussi le Championnat 2007-2008 en battant en finale Trévise. En 2011 il prend sa retraite à 30 ans à cause d'un accident à son œil gauche.

## Palmarès
- Vainqueur du Championnat d'Italie en 2006 avec le Trévise et en 2008 avec le Calvisano
- Vainqueur de la Coupe d'Italie en 2005 avec le Benetton Trévise

## Statistiques en sélection nationale
- 14 sélections
- Sélections par année : 2 en 2001, 2 en 2002, 4 en 2004, 6 en 2005.
- Tournoi des Six Nations disputés : 2001, 2005.